# Dawn Addams
Dawn Addams (Felixstowe, Inglaterra, 21 de septiembre de 1930-Londres, 7 de mayo de 1985) fue una actriz cinematográfica y televisiva de nacionalidad británica, activa principalmente en Hollywood en la década de 1950, y en la televisión británica en las décadas de 1960 y 1970.

## Biografía
Su nombre completo era Victoria Dawn Addams, y nació en Felixstowe, Inglaterra, siendo sus padres Ethel Mary Hickie y el Capitán James Ramage Addams, de la Royal Air Force. Su madre falleció cuando ella era joven, y la actriz pasó sus primeros años en Calcuta, India.
A finales de los años 1940, y de nuevo en Inglaterra, estudió en la Real Academia de Arte Dramático (R.A.D.A.) de Londres, iniciando su carrera como actriz de teatro de repertorio, formando parte de diferentes giras por su país y por Europa. En los Estados Unidos asistió a cursos de interpretación, actuando también en varias producciones teatrales.
Su agraciado físico llamó pronto la atención de los agentes artísticos. Inició su carrera en el cine con un papel en Night into Morning (1951), y al año siguiente actuaba junto a Peter Lawford en The Hour of 13 (1952). Después hizo un pequeño papel en The Moon is Blue (1953), film que ayudó a dar fin a la censura existente en Hollywood desde el año 1934. También trabajó para la United Service Organizations ese mismo año entreteniendo a las tropas en la Guerra de Corea. A ello siguió un pequeño pero muy publicitado papel como la amiga de Richard Carlson en el film de ciencia ficción Riders to the Stars (1954). Otra destacada actuación tuvo lugar junto a Charlie Chaplin en Un rey en Nueva York (1957). Entre sus últimas películas figuran dos producciones británicas de horror, The Vampire Lovers (1970) y The Vault of Horror (1973).
En las décadas de 1960 y 1970, Addams actuó principalmente en películas francesas y en producciones televisivas británicas. Fue actriz semi-regular de la serie En France (1962) y la artista principal en varios episodios de El Santo (1962–69), serie protagonizada por Roger Moore. También participó con regularidad en la sitcom Father, Dear Father (1971–1973). Uno de sus últimos papeles para la televisión llegó con el serial de ciencia ficción Star Maidens (1977).
Dawn Addams se retiró del mundo del espectáculo a principios de los años 1980, pasando sus restantes años de vida a caballo entre Europa y los Estados Unidos. La actriz falleció en 1985 en Londres, Inglaterra, a causa de un cáncer. Tenía 54 años de edad. Sus restos fueron incinerados. Le sobrevivió su esposo, Jimmy White, con el que se había casado en septiembre de 1974. Anteriormente había estado casada con Vittorio Emanuele Massimo, Príncipe de Roccasecca, con el que contrajo matrimonio en 1954. Tuvieron un hijo, el Príncipe Stefano Massimo, nacido el 10 de enero de 1955. Ambos se separaron cuatro años después, aunque no se divorciaron hasta 1971.

## Selección de su filmografía

### Cine
- 1951 : Night into Morning, de Fletcher Markle
- 1951 : The Unknown Man, de Richard Thorpe
- 1952 : Cantando bajo la lluvia, de Stanley Donen y Gene Kelly
- 1952 : The Hour of 13, de Harold French
- 1952 : Plymouth Adventure, de Clarence Brown
- 1953 : Young Bess, de George Sidney
- 1953 : The Moon Is Blue, de Otto Preminger
- 1953 : Die Jungfrau auf dem Dach, de Otto Preminger
- 1953 : The Robe, de Henry Koster
- 1954 : Riders to the Stars, de Richard Carlson
- 1954 : Mizar (Sabotaggio in mare), de Francesco De Robertis
- 1954 : Secrets d'alcôve, episodio Le divorce, de Gianni Franciolini
- 1954 : Return to Treasure Island, de Ewald André Dupont
- 1954 : Khyber Patrol, de Seymour Friedman
- 1954 : Il visconte di Bragelonne, de Fernando Cerchio
- 1955 : Il tesoro di Rommel, de Romolo Marcellini
- 1955 : I quattro del getto tonante, de Fernando Cerchio
- 1957 : Le avventure dei tre moschettieri, de Joseph Lerner
- 1957 : Un rey en Nueva York, de Charles Chaplin
- 1958 : Londra chiama Polo Nord, de Duilio Coletti
- 1958 : The Silent Enemy, de William Fairchild
- 1959 : I battellieri del Volga, de Viktor Tourjansky
- 1959 : Die feuerrote Baronesse, de Rudolf Jugert
- 1959 : L'île du bout du monde, de Edmond T. Gréville
- 1959 : Pensione Edelweiss, de Ottorino Franco Bertolini y Víctor Merenda
- 1959 : The Treasure of San Teresa, de Alvin Rakoff
- 1959 : Geheimaktion schwarze Kapelle, de Ralph Habib
- 1959 : Secret Professionnel, de Raoul André
- 1959 : Voulez-vous danser avec moi?, de Michel Boisrond
- 1960 : Die zornigen jungen Männer, de Wolf Rilla
- 1960 : Die 1000 Augen des Dr. Mabuse, de Fritz Lang
- 1960 : Las dos caras del Dr. Jekyll, de Terence Fisher
- 1961 : Follow That Man, de Jerome Epstein
- 1961 : Les menteurs, de Edmond T. Gréville
- 1962 : L'éducation sentimentale, de Alexandre Astruc
- 1963 : Come fly with me, de Henry Levin
- 1964 : El tulipán negro, de Christian-Jaque
- 1964 : Ballad in Blue, de Paul Henreid
- 1966 : Where the Bullets Fly, de John Gilling
- 1970 : The Vampire Lovers, de Roy Ward Baker
- 1971 : Sapho ou La fureur d'aimer, de Georges Farrel
- 1973 : Zeta One, de Michael Cort
- 1973 : The Vault of Horror, de Roy Ward Baker

### Televisión
- 1955 : Sherlock Holmes, episodio "The Case of the Careless Suffragette"
- 1963 y 1964 : El Santo, episodios The Fellow Traveller, The Lawless Lady y The Queen's Ransom
- 1964 : Danger man, episodios The Battle of the Cameras y Fish on the Hook
- 1970 : A Room in Town[5]
- 1971-1973 : Father, Dear Father